# Nicola Porro
Nicola Porro, né à Rome le 27 septembre 1969, est un journaliste de télévision, de radio et de presse écrite, essayiste et blogueur italien. Il est directeur adjoint de Il Giornale.

## Biographie
Nicola Porro suit ses études secondaires à l' Instituto Massimiliano Massimo. Grâce à une bourse, il suit les cours de Business Case Discussion de l'université Harvard et un cours de spécialisation financière de la SDA Bocconi School of Management. En 1994, il devient porte-parole d'Antonio Martino, ministre des Affaires étrangères dans le gouvernement Berlusconi I. Il est diplômé en 1997 de La Sapienza de Rome avec une thèse en technique industrielle et commerciale, et devient journaliste professionnel aussitôt après. Précédemment, il a travaillé pendant trois ans au quotidien Il Foglio, dans les colonnes de Il Foglio Finanziario, a collaboré au Corriere Economia, où il tenait une rubrique appelée Visi Pallidi. Au début de sa carrière, il travaille à la rédaction des émissions économiques radiophoniques Re Mida et Quadrante economico, sur Mediaset, pour laquelle il fonde en 2000 des émissions financières de la chaîne CFN-CNBC.
Il est devenu une signature de Il Giornale en 2003, dont il actuellement directeur adjoint. Il s'occupe pour ce journal des éditoriaux et des rubriques Biblioteca liberale et Zuppa di Porro, cette dernière centrée sur l'économie.
En 2010, il est devenu membre des Amici della Domenica, jury du prix Strega.
De septembre 2011 à juin 2013, il dirige l'émission télévisée In onda sur LA7 avec Luca Telese. Il est licencié de LA7 en juillet 2013 et passe à Rai 2, comme animateur et auteur de la nouvelle émission d'approfondissement Virus - Il contagio delle idee, jusqu'en 2016.
En 2014-2016, il enseigne les théories et les techniques du langage journalistique à l'université IULM de Milan en qualité de professeur a contratto.
En 2015, il fonde le site en ligne d'opinion nicolaporro.it qui, en plus de publier sa revue de presse quotidienne (La Zuppa di Porro, du nom de sa chronique au Giornale), accueille les interventions de divers collaborateurs de l'espace libéral-conservateur. En avril 2021, le site, dont il tient le rôle de directeur, devient un journal, enregistré au Tribunal de Milan.
Le 21 juin 2016, il officialise son passage à Mediaset à partir du 1er juillet, en prenant en charge la gestion de Matrix, émission diffusée deux fois par semaine en fin de soirée sur Canale 5 de 2016 à 2019. Par ailleurs, en 2017-2018, il anime 105 Matrix, une émission de radio diffusée tous les jours à 19h sur Radio 105, avec la co-animatrice de l'émission de télévision Greta Mauro.
Depuis le 17 septembre 2018, il anime une nouvelle émission d'analyse politique sur Rete 4, Quarta Repubblica, diffusée tous les lundis en prime time. À l'occasion d'élections électorales, il anime plusieurs spéciaux de l'émission, comme La notte americana, consacrée aux élections américaines mettant en scène Donald Trump et Joe Biden.
Il est l'organisateur d'événements sur des questions économiques, dont La ripartenza, diffusée sur son site internet, sur TGcom24 et sur les pages sociales du Giornale et de Libero. L'événement, qui s'est tenu au Théâtre Petruzzelli de Bari les 17 et 18 juillet 2021, proposait un débat avec des industriels, des politiciens et des journalistes sur le thème du redémarrage économique, artistique et politique de l'Italie après les restrictions liées à la pandémie du COVID-19. L'événement a donné vie à un format qui a été reproposé le 14 avril 2022 au siège de l'Institut Marangoni de Miami, et les 16 et 17 juillet de la même année à nouveau à Bari.Une nouvelle édition est orgaisée le 18 janvier 2023 aux studios IBM de Milan.

## Pensée politique
Politiquement, Nicola Porro se définit comme libéral de droite, libertarien (au sens anglo-saxon), visant à « une économie sans impôts » et il est qualifié d'« anarcho-capitaliste »; sur le thème des impôts, il a écrit un essai intitulé Le tasse invisibili. L'inganno di stato che toglie a tutti per dare a pochi (Les Impôts invisibles. La tromperie de l'État qui enlève à tout le monde pour donner à quelques-uns). Il affirme que les inégalités économiques et sociales sont « bonnes » dans un essai intitulé La disuguaglianza fa bene: Manuale di sopravvivenza per un liberista (L'inégalité est bonne : guide de survie pour un libéral). Il critique la loi sur l'égalité des conditions, la jugeant « folle » et substantiellement liberticide ; cependant, il a défendu le soi-disant « décret anti-rave » adopté par le gouvernement Meloni, qui est défini par les pénalistes comme « trop vague ». Il a écrit des articles dédiés à l'économiste de l'école autrichienne d'économie, Murray Rothbard, et à l'anarcho-capitalisme, en plus d'avoir écrit des recensions positives sur les œuvres d'Ayn Rand,. Son journal Atlantico Quotidiano a consacré plusieurs articles à la philosophie du libertarianisme de droite de l'Institut Mises, promouvant des textes anarcho-capitalistes: The Case for Privatization – of Everything et Défendre les indéfendables de Walter Block. 

## Vie privée
Nicola Porro est issu d'une antique famille aristocratique terrienne des Pouilles. Il gère avec son frère Gian Michele une propriété agricole de famille à Andria. Il est marié et père de deux enfants.

## Œuvres
- Mario Cervi-Nicola Porro, Sprecopoli. Tutto quello che non vi hanno mai detto sui nuovi sprechi della politica, Collana Frecce, Mondadori, Milan, 2007
- La disuguaglianza fa bene. Manuale di sopravvivenza per un liberista, Collana Le onde, La nave di Teseo, Milan, 2016,  (ISBN 978-88-934-4048-6)
- Le tasse invisibili. L'inganno di stato che toglie a tutti per dare a pochi, La nave di Teseo, Milan, 2019,  (ISBN 978-88-939-5032-9)
- Il padreterno è liberale. Antonio Martino e le idee che non muoiono mai, Piemme, Segrate, 2022,  (ISBN 978-88-566-8658-6)